# 北海道道682号二又北見線

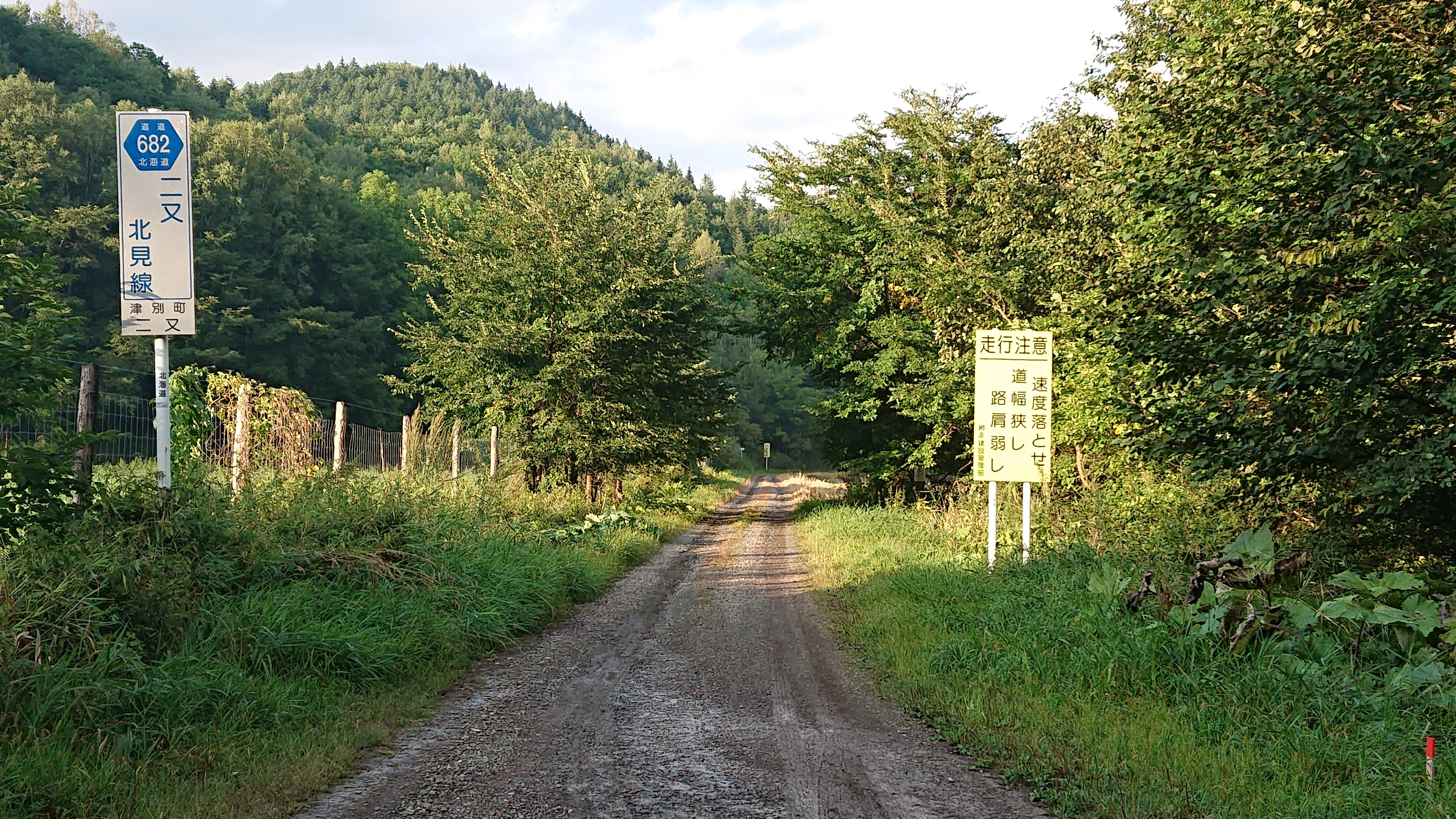
北海道道682号二又北見線（津別町二又）

北海道道682号二又北見線（ほっかいどうどう682ごう ふたまたきたみせん）は、北海道網走郡津別町と北見市を結ぶ一般道道（北海道道）である。

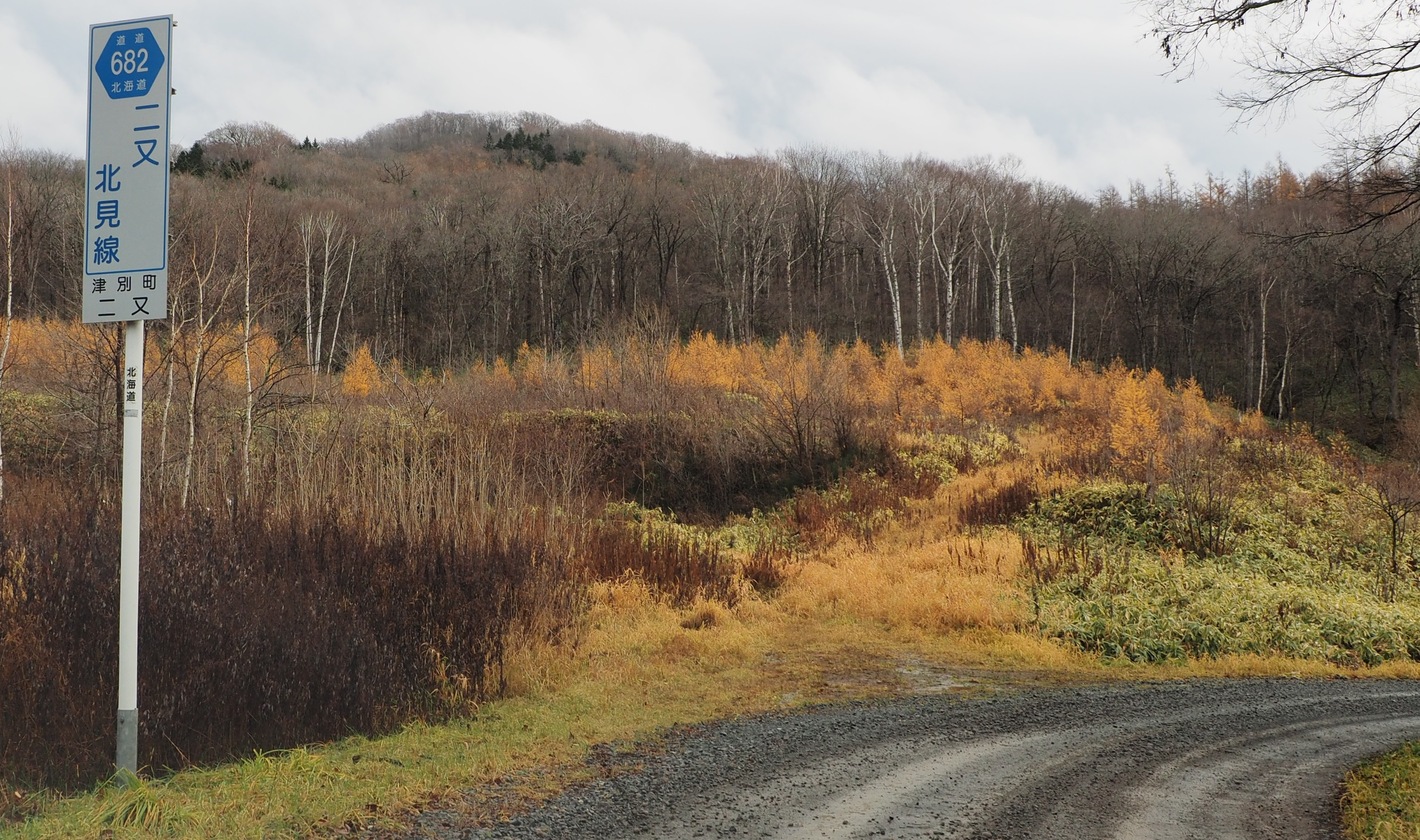
北海道道682号二又北見線

## 概要
両末端の一部を除き、未舗装路線である。
網走郡津別町字最上277-1（ゲート）- 北見市若松（ゲート）間 7.9 kmは、土砂崩れのため通年通行止めとなっている。

### 路線データ
- 起点：北海道網走郡津別町二又（北海道道51号津別陸別線交点）
- 終点：北海道北見市若松（北海道道217号北見美幌線交点）
- 路線延長：23.1 km（総延長）

## 歴史
- 1970年（昭和45年）3月31日 - 路線認定[2]。

## 路線状況

### 重複区間
- 津別町沼沢（チミケップ湖畔・北海道道494号訓子府津別線）
- 津別町最上（北海道道27号北見津別線）

### 通年交通規制（通行止め）
- 網走郡津別町字最上277-1（ゲート）- 北見市若松（ゲート）

## 地理
途中にはチミケップ湖（津別町）がある。町営キャンプ場が整備されており、夏はキャンプ客、冬はワカサギ釣り客で賑わう。

### 通過する自治体
- オホーツク総合振興局
  - 網走郡津別町
  - 北見市

### 交差する道路
津別町
- 北海道道51号津別陸別線 - 二又（起点）
- 北海道道494号訓子府津別線 - 沼沢（重複）
- 北海道道27号北見津別線 - 最上（重複）

北見市
- 北海道道217号北見美幌線 - 若松（終点）

### 沿線にある施設など
北見市
- 自然休養村センター - 若松651
- 北見若松市民スキー場 - 若松651